# Fabiano Lima Rodrigues
Fabiano Lima Rodrigues, ou simplesmente Fabiano (Cajamar, 27 de junho de 1979), é um ex-futebolista brasileiro.
Ganhou reconhecimento nacional quando conquistou o título do Brasileirão 2001 com o Atlético Paranaense.

## Carreira
Profissionalizou-se em 1997 no Nacional, apos passar pelos times de base deste mesmo clube. Em 2000, foi contratado pelo Atlético-PR e foi campeão brasileiro de 2001 pelo clube. Após a conquista do Brasileirão, ele continuou no Atlético para a temporada seguinte, antes de se transferir para o São Paulo em 2003. Participou de 37 jogos, marcando apenas um gol, contra o Corinthians, na final do Paulistão.

### Europa
No início da temporada européia de 2003–2004, foi emprestado para o Perugia. Na temporada seguinte, foi para o Fenerbahçe, da Turquia. Retornou ao Brasil em 2005, para jogar no Palmeiras, porém, retornou para a Europa para jogar a temporada 2005–2006 pelo Arezzo, time que então disputava a Serie B italiana. Tendo feito boas apresentações, foi procurado pelo Genoa, também da Serie B.
Pelo Genoa, participou ativamente da campanha de 2006–2007, que promoveu o clube italiano de volta à Serie A e atuou até a temporada 2007–2008 e para a temporada seguintes, jogou no Celta de Vigo e no Vicenza.

### Retorno ao Brasil
Em 2010, foi contratado pelo Guarani. Em 2011, jogou pelo Criciúma Esporte Clube e após ser dispensado, só voltou a jogar em 2013, em seu último clube, o Central Sport Club. Após o término do contrato, o jogador aposentou-se.
Em 2017, foi contratado como auxiliar técnico do Moreirense Futebol Clube.

## Títulos
Atlético Paranaense
- Campeonato Brasileiro: 2001
- Campeonato Paranaense: 2000, 2001, 2002

Fenerbahçe
- Campeonato Turco: 2004–05